# Karpa
Rafael Miguel Catalá Lucas, Karpa (Nules, Castellón, 29 de septiembre de 1926 - Valencia, 12 de septiembre de 2000), fue un autor de historietas infantiles, uno de los más importantes de la Escuela Valenciana de cómic. Se le conoce sobre todo por el personaje Jaimito, que se publicó en la revista del mismo nombre, Jaimito. 

## Biografía
Profesor titulado por la Real Academia de Bellas Artes de San Carlos de Valencia, continuó el personaje original del historietista Miguel Martínez Verchili (Palmer), y alcanzó sus mayores cotas de popularidad ya a su cargo desde 1947.
Otros personajes debidos a su imaginación fueron:
- En la revista Jaimito: La familia Cañamón, Bolita y El Profesor.
- En la revista Pumby: Bolita, Simbad el Marino, Cangurito, Pulgarín, Jimmy, Flechita y Perico Fantasías.

Destaca entre su amplia trayectoria artística, su adaptación en 1979 de la película La guerra de los mundos, de George Pal, dirigida por Byron Haskin y protagonizada por Gene Barry y Ann Robinson para la productora Paramount Pictures.
También cultivó otros campos del arte gráfico, como el diseño de conocidas campañas publicitarias para la sanidad pública, diseños de identidad corporativa, etc. Asimismo, es muy amplia su producción pictórica, destacando por sus retratos de marcada tendencia impresionista. 
En el año 1992 le fue otorgada la medalla de oro al mérito cultural concedida por la Generalidad Valenciana a toda su carrera como dibujante. 
Estuvo en activo desde hasta el final de su vida.